# L'Italia contemporanea
L'Italia contemporanea (L'Italie contemporaine) è un'opera storiografica del 1950 dello storico e politico italiano Federico Chabod.
L'edizione originale dell'opera era un volumetto litografato in lingua francese intitolato L'Italie contemporaine e pubblicato a Parigi nel 1950. Esso raccoglieva le lezioni tenute da Chabod all'Istituto di studi politici di Parigi nel gennaio dello stesso anno. In seguito l'opera fu pubblicata per la prima volta in lingua italiana a Torino, nel 1961.

## Contenuti
Con quest'opera, Chabod vuole analizzare in modo esaustivo e allo stesso tempo sintetico la storia d'Italia dal 1918, al termine della prima guerra mondiale, al 1948, ai primi anni dell'Italia repubblicana.
Inizialmente vengono analizzati gli aspetti psicologici, sociali ed economici della fine del primo conflitto mondiale, indagando sul sentimento di "vittoria mutilata" dei reduci della guerra.
Il tema centrale dell'opera è però il fascismo. Chabod analizza i motivi profondi che hanno portato all'ascesa del regime fascista e le ragioni del consenso al totalitarismo di Benito Mussolini. Viene trattata anche la politica economica e estera attuata nell'Italia fascista.
Viene infine trattata la Resistenza italiana e le lotte partigiane durante la seconda guerra mondiale, sino alla nascita della Repubblica.

## Edizioni
- L'Italia contemporanea (1918-1948). Lezioni alla Sorbona, Collana Piccola Biblioteca n.11, Torino, Giulio Einaudi Editore, 1961,  p. 212.
- L'Italia contemporanea (1918-1948), Introduzione di Giuseppe Galasso, Collana Piccola Biblioteca.Nuova serie, Torino, Einaudi, 2002,  pp. XXXII-258, ISBN 978-88-06-16181-1.